# Spoorlijn Slagelse - Næstved
De Spoorlijn Slagelse - Næstved (Deens: Slagelse-Næstved banen) is een spoorlijn op Seeland in Denemarken.

## Geschiedenis
De spoorlijn werd op 15 mei 1892 door de Danske Statsbaner in gebruik genomen zodat een betere verbinding tussen Lolland en Falster enerzijds en Funen en Jutland anderzijds mogelijk was. In mei 1971 werd het personenvervoer stopgezet, daarna is de lijn in gebruik gebleven voor goederenvervoer.

## Huidige toestand
Thans is de lijn buiten gebruik, wel zijn er plannen om de lijn weer in gebruik te nemen voor personenvervoer.